# Člověk zručný
Člověk zručný (Homo habilis) je jedna z linií rodu Homo a hypotetický předchůdce dnešního člověka, který žil v době nejstaršího paleolitu před 2,3–1,4 miliony let na území východní Afriky. Jeho pojmenování vychází z dokladů, dle kterých na rozdíl od australopithéků dokázal nejen používat, ale i vyrábět primitivní nástroje. Homo habilis je spojován s kamennou industrií kultury oldovan.

## Původ a navazující linie
O původu existují různé hypotézy. Uvažuje se o vývoji z některé z větví. Nověji i o původu z člověka východoafrického (Homo rudolfensis). Člověk zručný je považován za předka člověka dělného (Homo ergaster), jehož linie dále pokračovala v člověka vzpřímeného (Homo erectus), nicméně nálezy z roku 2000 tuto teorii zpochybňují. Nyní se předpokládá, že může jít o jediný druh a to o Homo erectus.

## Typické znaky
Co se týče fyzického vzhledu, byl člověk zručný ze všech známých druhů člověka nejméně podobný dnešnímu člověku (snad s výjimkou člověka východoafrického). Pohyboval se již vzpřímeně po dvou končetinách. Jeho výška se pohybovala mezi 120 a 140 cm, hmotnost mezi 30 a 40 kg. Pravděpodobně měl v poměru k tělu příliš dlouhé paže, ale zásadním rysem byla již existující opozice palce vůči ostatním prstům, což umožňovalo práci s nástroji. Pro jeho lebku bylo typické ploché čelo, výrazné nadočnicové oblouky a masivní dolní čelist bez brady. Kapacita lebky byla 590–690 cm³.
Vzhledem k tomu, že nebylo přesně definováno, čím se člověk liší od ostatních tvorů, existují spory, zda Homo habilis vůbec patří do rodu člověk.

## Kontroverze
Člověk zručný byl původně považován za lovce a aktivního predátora. Oproti této do značné míry idealizované podobě vystoupily hypotézy, že člověk zručný se spíše živil likvidací zbytků úlovků velkých šelem té doby. V tom případě nástroje používal hlavně k porcování zdechlin. Určitě však je prokázáno, že patřil do jídelníčku velkých šelem jako např. Dinofelis barlowi – kočkovité šelmy podobné leopardovi. Bylo nalezeno několik lebek s typickými dvěma otvory v týlu, které vznikly, když šelma táhla svou kořist do bezpečí. Tato šelma měla ve zvyku se se svou kořistí uchylovat do korun stromů před obtěžujícími mrchožrouty a odtud někdy ohlodané kosti propadly skrze kořenový systém do podzemních jeskyní, kde byly po milionech let objeveny.
Nadále pokračuje diskuse, jestli a do jaké míry dokázal ovládat oheň, jestli pohřbíval své mrtvé, jestli a jak fungovala spolupráce během lovu a v neposlední řadě, jestli užíval jazyk či dorozumívací gesta.

## Nálezy
Nejstarší nálezy člověka zručného jsou spojovány se jménem Louise Leakeyho a jeho objevy ve východní Africe v Tanzanii v roce 1964. Spolu s P. Tobiasem a J. Napierem objevili a zdokumentovali části celkem sedmi jedinců. Zatím nejstarší známé pozůstatky byly objeveny v Kada Gona v Etiopii v 70. letech 20. století. Vědci podle nalezených kostí zjistili, že tento člověk žil asi před 2,3–1,4 miliony lety.